# Филатов, Лев Иванович
Лев Ива́нович Фила́тов (29 сентября 1919, Самара, РСФСР — 3 февраля 1997, Москва, Россия) — советский и российский спортивный журналист, писатель, заслуженный работник культуры РСФСР (1974). Его называют «одним из самых авторитетных журналистов страны», «целой эпохой», «мэтром» футбольной журналистики СССР и России.

## Биография

### Ранние годы
Родился 29 сентября 1919 года в Самаре, когда его родители возвращались в Москву из поездки в Ташкент и были вынуждены остановиться по дороге в Самаре, так как у матери начались схватки. Отец — Иван Гаврилович Филатов (1889—1980) происходил из тамбовских крестьян. Мать — Анна Фёдоровна Филатова, урождённая Тимофеева (1882—1949), была родом из Ярославской губернии.
Учился в московской школе № 324. После окончания школы не сразу смог поступить в институт, так как его отец, работавший экономистом в одном из наркоматов, был арестован 13 апреля 1935 года по обвинению в антисоветской агитации и осужден на 6 лет исправительно-трудовых лагерей. Отбыл полностью весь срок. Мать была выслана из Москвы как член семьи изменника Родины. Лев Филатов избежал отправки в детский дом благодаря заступничеству жены Максима Горького Екатерины Павловны Пешковой.

### Начало увлечения футболом
В книге «Наедине с футболом» Филатов рассказывал, что однажды, не позже 1935 года, ему, московскому восьмикласснику, было нечем заняться, и он зашёл в магазин спортивных товаров общества «Динамо» в Фуркасовском переулке. До этого Филатов играл в футбол только на даче и ничего не знал о большом футболе. В магазине он увидел висевшую на витрине афишу, которая сообщала, что в тот день проходил матч на первенство Москвы команд мастеров «Динамо» и «Спартака». У Филатова хватило денег на билет, он сел в трамвай и поехал на стадион «Динамо» в Петровском парке. В том матче «Динамо» забило два гола, а потом вратарь «Спартака» получил травму в столкновении с кем-то из динамовцев, и на поле вышел запасной вратарь, который на вид был ненамного старше самого Льва. Филатов опасался за него, но он показал, что может играть на равных со взрослыми.
Футбол понравился Филатову, и вскоре он снова купил билет в том же магазине и опять попал на матч с участием «Спартака», «и тут в его душе шевельнулась симпатия». С тех пор Филатов стал поклонником «Спартака». Имена игроков тогда ничего ему не говорили, хотя за «Спартак» в то время играл Станислав Леута и другие знаменитости. В той же главе книги Филатов признал: было время, когда он, уже будучи журналистом, стремился то скрыть свою симпатию к «Спартаку», то подчёркнуто сердито, с преувеличениями критиковал красно-белых. Симпатия же началась «с жалости» и того молодого вратаря, фамилию которого он так и не узнал. Если бы в том, первом матче проиграло «Динамо» и травму получил его вратарь, он мог бы стать болельщиком «Динамо».
После смерти Филатова его вдова подтвердила, что он болел за «Спартак».

### Великая Отечественная война
В июне 1941 года после начала Великой Отечественной войны Филатов сам пришёл на призывной пункт. Был призван в армию Советским райвоенкоматом Москвы. Воевал в составе войск ПВО, во 2-й зенитно-прожекторной дивизии. Старший сержант. В 1943 году вступил в ВКП(б). Награждён медалью «За оборону Москвы» и орденом Отечественной войны II степени (06.11.1985). Автор двух книг о Великой Отечественной войне: «Вторая рота» (1951) и «Небо Москвы. Из истории гвардейской зенитно-артиллерийской части» (1957, совместно с М. Г. Кикнадзе).

### Послевоенные годы
Филатов, выпускник Института философии, литературы и истории, был корреспондентом журнала «Советское студенчество», писал рассказы. С 1947 года работал в отделе учащейся молодёжи газеты «Комсомольская правда». Его первая заметка о футболе была опубликована в 1949 году. Это была «двадцатистрочная заметка о матче „Спартак“ — ВВС».
В 1951 году дебютировал в прозе повестью «Вторая рота» об участии зенитно-прожекторных частей ПВО в Великой Отечественной войне, которая была опубликована в журнале «Знамя». Повесть была подвергнута суровой критике в журнале «Новый мир» (А. Тарасенков. «Без огня, без вдохновенья», VIII, 1951), однако вышла в 1952 году отдельным изданием. Сам Филатов писал, что повесть была сильно испорчена цензурой, и после её публикации он «её в руки не брал и ни одному знакомому, даже дочерям, не давал читать».
Умер в 1997 году. Похоронен на Введенском кладбище (22 уч.).
Учреждён приз имени Льва Филатова за достижения в журналистике. Игорь Рабинер, лауреат этого приза, очень высоко ценит книги Филатова и считает его своим «первым учителем». Помимо Рабинера, премии удостаивались Александр Горбунов (1997), Виктор Гусев, Николай Долгополов, Юрий Иванов. Своим учителем Филатова считает также Виктор Понедельник, ставший журналистом после завершения карьеры игрока. Владимир Перетурин, работавший с Филатовым с 1968 по 1983 год, устроился на телевидение по его рекомендации.

## Филатов в спортивной журналистике
После этой относительной неудачи Лев Филатов решил сосредоточиться на футбольной журналистике. По приглашению своего товарища, поэта и ответственного секретаря газеты «Советский спорт» Николая Тарасова стал сотрудничать с газетой. С 1956 года Филатов — штатный сотрудник «Советского спорта», сначала корреспондент, потом редактор отдела, с 1959 года — заместитель главного редактора.
С 1966 по 1983 год занимал пост главного редактора еженедельника «Футбол-Хоккей». В 1980 году был награждён орденом «Знак Почёта» (1980).
Был специальным корреспондентом еженедельника на ответном матче Суперкубка УЕФА 1975 года, когда киевское «Динамо» на Республиканском стадионе Киева обыграло «Баварию» — 2:0 и завоевало трофей. Позже «Футбол-Хоккей» стал еженедельником «Футбол», и для него Лев Иванович в 1997 году написал несколько статей.
На страницах газеты «Советский спорт» и еженедельника «Футбол-Хоккей» Филатов освещал пять чемпионатов мира по футболу (первый — в 1958-м, последний — в 1978 году), Кубок Европы по футболу 1960 года, три чемпионата мира по хоккею и три Олимпиады. Сотрудничал с изданиями «Огонёк», «Юность», «Известия», «Неделя». Написал более десяти книг, а также подготовил к изданию книгу Николая Старостина «Мои футбольные годы». Инициировал создание символического «Клуба Григория Федотова» в издании «Футбол-Хоккей». Писал о футболе на протяжении 47 лет — большей части жизни. Принял участие в работе над сборником 1997 года «Сто лет Российскому футболу».
Автор классических очерков «Игра и слово» (о футбольной журналистике), «Капитаны» (о братьях Старостиных), «Дружба без встреч» (о Константине Бескове), «Странная профессия» (о футбольных тренерах), «Футбол Константина Есенина». Комментировал футбольные матчи на советском телевидении.

### Лев Филатов о договорных матчах
В своих материалах Филатов неоднократно уделял внимание договорным матчам в советском футболе. К таковым он отнёс, в частности, матч чемпионата СССР «Карпаты» (Львов) — «Динамо» (Киев) — 2:2, состоявшийся в 1976 году, а также несколько матчей кутаисского «Торпедо» в конце чемпионата 1985 года.
Участники матча чемпионата 1981 года «Динамо» (Киев) — ЦСКА, который прошёл 5 мая и окончился вничью, были заподозрены в сговоре. Президиум Федерации футбола СССР провёл заседание, посвящённое этому матчу, и Филатов, который был членом президиума, присутствовал на этом заседании. «В постановлении президиума, — рассказывал он в еженедельнике „Футбол“ намного позже, в № 28 за 1994 год, — говорилось, что накал борьбы в матче не соответствовал уровню подготовленности игроков и классу команд, и это не что иное, как узкий практицизм. Обоим „сценаристам“ [главным тренерам команд — Валерию Лобановскому („Динамо“) и Олегу Базилевичу (ЦСКА)] объявили, предупреждения».
Журнал «PRO Футбол» сообщал, что в связи с распространением информации о договорных матчах Филатов был выведен из состава редакционной коллегии еженедельника «Футбол-Хоккей», ему было запрещено выезжать за рубеж.

## Семья
Жена — Раиса Дмитриевна Филатова (род. 1933, поженились в 1954 году), ведущий экскурсовод ВДНХ
- Дочь Екатерина (род. 1955), работала экскурсоводом на ВДНХ
- Дочь Анастасия (род. 1962), работала в отделе писем «Советского спорта»

## Книги
- Лев Филатов. Вторая рота: Прожектористы в Великой Отечественной войне 1941—1945 гг.. — М.: Воениздат, 1953. — 190 с.
- М. Г. Кикнадзе, Л. И. Филатов. Небо Москвы. Из истории гвардейской зенитно-артиллерийской части. — М.: Воениздат, 1957. — 118 с.
- Лев Филатов. Молния на льду: Репортаж об одном чемпионате с отвлечениями. — М.: Физкультура и спорт, 1964. — 56 с.
- Лев Филатов. Тайны «Золотой богини». — М.: Физкультура и спорт, 1965. — 82 с.
- Лев Филатов. Хоккей. — М.: АП Новости, 1966. — 95 с.
- Лев Филатов. Ищи борьбу всюду: Очерки о футболе. — М.: Физкультура и спорт, 1971. — 207 с.
- Лев Филатов. Наедине с футболом. — М.: Физкультура и спорт, 1977. — 176 с. — 50 000 экз.
- Лев Филатов. Ожидание футбола. — М.: Молодая гвардия, 1977. — 144 с. — 100 000 экз.
- Лев Филатов. Футбол сегодня. — М.: Правда (Библиотека «Огонька» № 22), 1979. — 48 с.
- Лев Филатов. Форварды: [О сов. футболистах — членах Клуба им. Г. Федотова]. — М.: Физкультура и спорт, 1986. — 159 с.
- Лев Филатов. После матча. — М.: Советская Россия, 1987. — 192 с. — 50 000 экз.
- Лев Филатов. Обо всём по порядку. Репортаж о репортаже. — М.: Физкультура и спорт, 1990. — 303 с. — 100 000 экз. — ISBN 5-278-00235-2.
- Лев Филатов. Работа — футбол: Сборник. — М.: Книга по Требованию, 2009. — 464 с. — ISBN 978-5-9697-0767-2.